# 1912 en combiné nordique
| Années du combiné nordique : 1909 - 1910 - 1911 - 1912 - 1913 - 1914 - 1915    |
| Décennies du combiné nordique : 1880 - 1890 - 1900 - 1910 - 1920 - 1930 - 1940 |

Cette page reprend les résultats de combiné nordique de l'année 1912.

## Festival de ski d'Holmenkollen
L'édition 1912 du festival de ski d'Holmenkollen fut remportée par le norvégien Lauritz Bergendahl
devant ses compatriotes
Johan Kristoffersen, vainqueur l'année précédente,
et Hans Ullevoldsæter (no) .

## Championnats nationaux

### Championnat d'Allemagne
L'épreuve du championnat d'Allemagne de combiné nordique 1912 fut remportée par le norvégien Peter Oestbye.

### Championnat de Finlande
Les résultats
du championnat de Finlande 1912
manquent.

### Championnat de France
Les résultats
du championnat de France 1912,
organisé à Chamonix,
manquent.

### Championnat d'Italie
Comme l'année précédente, l'épreuve du championnat d'Italie 1912 a été annulée.

### Championnat de Norvège
Le championnat de Norvège 1912 se déroula à Trondheim, sur le Gråkallbakken.
Le vainqueur fut Lauritz Bergendahl. Ingvald Østern et Lars Høgvold complètent le podium.

### Championnat de Suède
Le championnat de Suède 1912 a distingué Olof Tandberg (sv), du club Allmänna Idrottsklubben.

### Championnat de Suisse
La huitième édition du Championnat de Suisse de ski a eu lieu à Klosters.
Le champion 1912 fut Per Simonsen, de Saint-Moritz.